# Cobeta
Cobeta település Spanyolországban, Guadalajara tartományban. Cobeta Ablanque, Mazarete, Anquela del Ducado, Selas, Torremocha del Pinar, Corduente, Zaorejas és Olmeda de Cobeta községekkel határos. Lakosainak száma 103 fő (2024).

## Népesség
A település népessége az utóbbi években az alábbiak szerint változott:
| Lakosok száma | 118  | 108  | 103  | 120  | 129  | 120  | 118  | 114  | 109  | 103  |
|               | 2001 | 2004 | 2006 | 2009 | 2011 | 2014 | 2016 | 2019 | 2021 | 2024 |